# 審祥
審祥（しんじょう、生没年不詳）は、奈良時代の華厳宗の僧。出自については不詳。審詳とも書く。良弁（ろうべん）とともに日本における華厳宗の基礎を築いた。また、唐に渡って法蔵から華厳を学んだ。

## 概要
「新羅学生」の呼称があり、「新羅出身」とも、「新羅へ留学した学僧」とも解釈されるが、『一乗開心論』などの華厳宗の古伝記は「青丘留学生」とし、新羅に留学して華厳教学を学び、帰国後は大安寺に止住していたとあり、「新羅へ留学した学僧」と解釈される場合が多い。
天平年間（729年 - 749年）に帰国して、奈良大安寺に住した。
740年（天平12年）、良弁が金鐘寺で始めた華厳経の講説では3年間講師をつとめた。
当時、有数の経論の所蔵者であったようで、写経所に対して頻繁に経論を貸し出していたようである。

## 著書
- 『花厳起信観行法門』